# Pionerski
Pionerski (russisch Пионерский), deutsch bis 1947 Neukuhren (litauisch Kuršiai), ist eine Stadt mit 12.794 Einwohnern (Stand 1. Oktober 2021) in der russischen Oblast Kaliningrad. Die Stadt bildet einen eigenen Stadtkreis. 

## Geographie
Pionerski liegt an der Ostsee auf der Halbinsel Samland, zwischen den Badeorten Selenogradsk (Cranz) und Swetlogorsk (Rauschen) etwa 35 Kilometer nördlich der Oblasthauptstadt Kaliningrad (Königsberg).

## Geschichte
Das Dorf Neukuhren ist seit 1254 bekannt. Gegen Ende des 19. Jahrhunderts entwickelte es sich zu einem der Badeorte an der Nordküste der Halbinsel Samland, stand jedoch im Schatten der benachbarten Cranz und Rauschen. 
Am 13. Juni 1874 wurde Neukuhren Amtsdorf und namensgebend für einen neu errichteten Amtsbezirk. Er gehörte zum Landkreis Fischhausen, von 1939 bis 1945 zum Landkreis Samland im Regierungsbezirk Königsberg der preußischen Provinz Ostpreußen. Am 30. September 1928 wurde der benachbarte Gutsbezirk Wangenkrug an der Ostsee in die Landgemeinde Neukuhren eingegliedert.
Während des Zweiten Weltkrieges waren in Neukuhren Truppenteile der Wehrmacht stationiert: das Luftwaffen-Feld-Regiment Neukuhren, das Flieger-Ausbildungs-Regiment 10 und die Flugzeugführerschulen A 125 und A/B 125.
Nach dem Krieg kam der Ort zur sowjetischen Oblast Kaliningrad, erhielt am 17. Juni 1947 den Status einer Kurortsiedlung innerhalb des Rajons Primorsk und wurde gleichzeitig in Pionerski umbenannt; abgeleitet von russisch pioner für Pionier, ein Mitglied der Pionierorganisation „W. I. Lenin“. Am 26. Dezember 1952 bekam die Siedlung die Stadtrechte. Nach der Auflösung des Rajons Primorsk wurde die Stadt Pionerski am 1. Februar 1963 dem Stadtsowjet von Selenogradsk unterstellt. Am 12. Januar 1965 wurde Pionerski in die sog. Swetlogorsker Kurort-Industrie-Zone eingegliedert, die von Swetlogorsk aus verwaltet wurde. Am 22. März 1993 wurde Pionerski aus diesem Verband ausgegliedert und zu einer Stadt mit Oblastbedeutung bestimmt. Am 31. März 2004 erhielt die Stadt als kommunale Selbstverwaltungseinheit zusätzlich den Status eines Stadtkreises. Im Jahr 2011 wurde in Pionerski eine Residenz für den Präsidenten der Russischen Föderation fertiggestellt.

### Eingemeindungen
Nach Neukuhren bzw. Pionerski wurden folgende drei Orte eingemeindet:
| russischer Name  | deutscher Name   | Zeitpunkt der Eingemeindung | Bemerkungen |
| ---------------- | ---------------- | --------------------------- | --- |
| -                | Wangenkrug       | 1928                        | |
| Dobroje (Доброе) | Preußisch Battau | 1993 ?                      | Per Erlass von 1950 wurde Preußisch Battau in Dobroje umbenannt und dem Siedlungssowjet von Pionerski unterstellt. Laut der Verwaltungsliste von 1975 war Dobroje ein Ortsteil der Stadt Swetlogorsk.                                                   |
| Rybnoje (Рыбное) | Loppöhnen        | 1993 ?                      | Per Erlass von 1950 wurde Loppöhnen in Rybnoje umbenannt und in den Dorfsowjet Romanowski selski Sowet eingeordnet. Laut den Verwaltungslisten von 1975 und 1989 war Rybnoje ein eigenständiger Ort, der dem Stadtsowjet von Pionerski unterstellt war. |

### Bürgermeister/Vorsitzende des Stadtkreises (seit 1992)

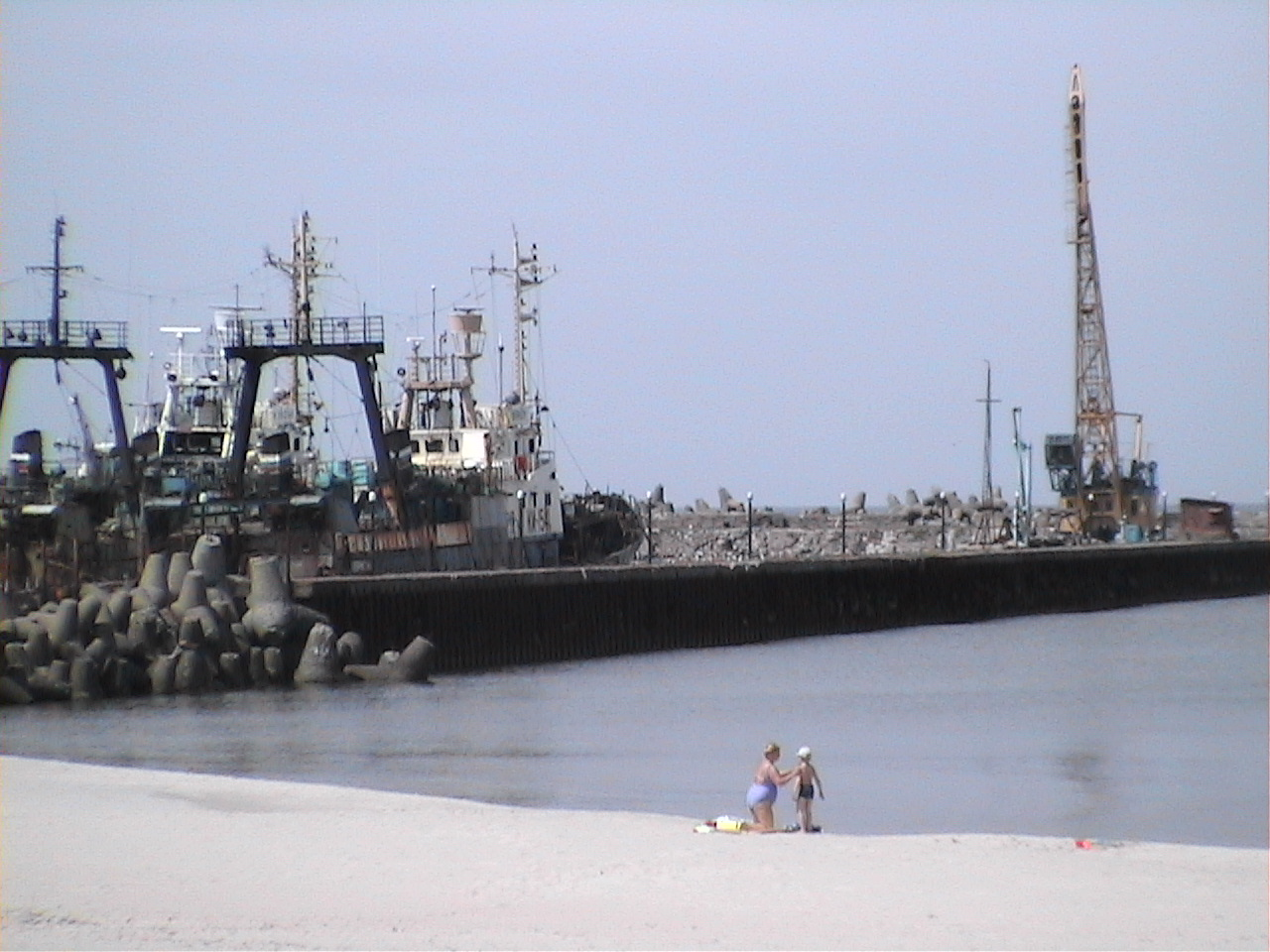
Fischereihafen

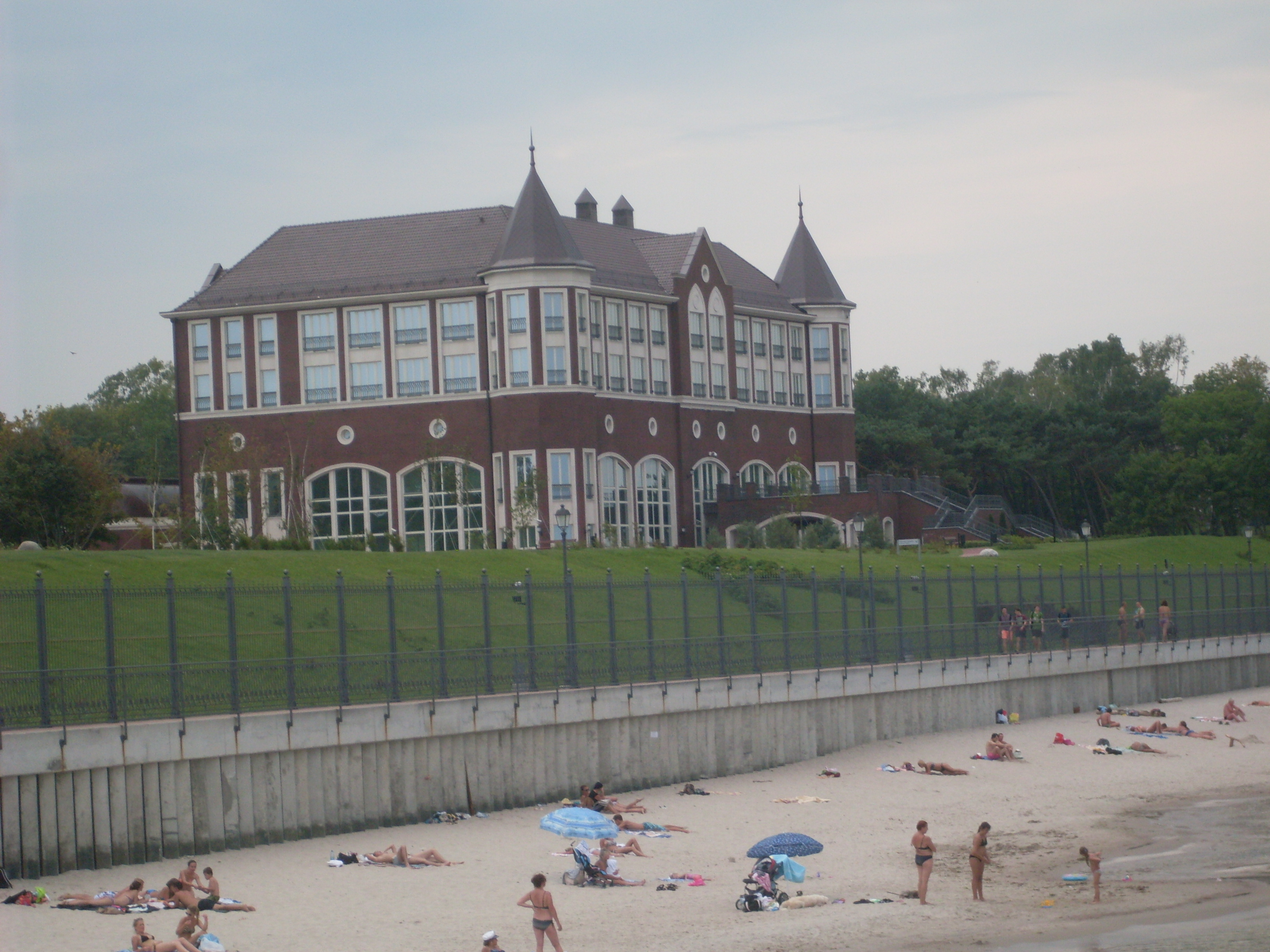
Residenz des Präsidenten der Russischen Föderation

- 1992–2000: Pawel Wassiljewitsch Doronin (Павел Васильевич Доронин)
- 2000–2014: Rimma Alexandrowna Sagajewa (Римма Александровна Сагаева)
- 2014–2017: Alexei Olegowitsch Presnjakow (Алексей Олегович Пресняков)
- 2017–2019: Jelena Sergejewna Schirotschenko (Елена Сергеевна Широченко)
- seit 2019: Pawel Witaljewitsch Polischtschuk (Павел Витальевич Полищук)

### Verwaltungschefs des Stadtkreises
- 2014–2016: Witali Anatoljewitsch Beljajew (Виталий Анатольевич Беляев)
- 2016–2017: Oleg Nikolajewitsch Kossenkow (Олег Николаевич Косенков) (i. V.)
- 2017–2018: Jewgeni Nikolajewitsch Micheikin (Евгений Николаевич Михейкин)
- 2018: Alexei Jurjewitsch Semenzow (Алексей Юрьевич Семенцов)
- 2018–2019: Galina Wiktorowna Repikowa (Галина Викторовна Репикова) (i. V.)
- seit 2019: Leonid Sergejewitsch Schibajew (Леонид Сергеевич Шибаев)

### Bevölkerungsentwicklung
| Jahr | Einwohner |
| ---- | --------- |
| 1910 | 339       |
| 1933 | 1.168     |
| 1939 | 4.820     |
| 1959 | 7.637     |
| 1970 | 9.226     |
| 1979 | 10.132    |
| 1989 | 11.635    |
| 2002 | 11.816    |
| 2010 | 11.017    |
| 2021 | 12.794    |

Anmerkung: Volkszählungsdaten

### Amtsbezirk Neukuhren (1874–1945)
Zwischen 1874 und 1945 war Neukuhren Sitz des gleichnamigen Amtsbezirks, zu dem anfangs 13 Landgemeinden bzw. Gutsbezirke gehörten:
| Deutscher Name                          | Russischer Name | Bemerkungen                                             |
| --------------------------------------- | --------------- | ------------------------------------------------------- |
| Landgemeinden:                          |                 |                                                         |
| Battau bis 1898: Deutsch Battau         | Bobrowka        |                                                         |
| Kobjeiten                               | Selski          | 1901 in die Landgemeinde Rauschen eingegliedert         |
| Lixeiden                                | Obuchowo        | 1928 in die Landgemeinde Schlakalken eingegliedert      |
| Loppöhnen                               | Rybnoje         |                                                         |
| Neukuhren                               | Pionerski       |                                                         |
| Preußisch Battau vor 1910: Klein Battau | Dobroje         | 1928 in die Landgemeinde Battau eingegliedert           |
| Rauschen                                | Swetlogorsk     | 1910 Bildung eines eigenen Amtsbezirks Rauschen         |
| Sassau                                  |                 | 1901 in die Landgemeinde Rauschen eingegliedert         |
| Schlakalken                             | Jaroslawskoje   |                                                         |
| Tenkieten                               | Ljotnoje        | 1928 in die Landgemeinden Schlakalken eingegliedert     |
| ab 1910:                                |                 |                                                         |
| Alknicken                               | Pribreschnoje   | 1928 in die Landgemeinde Rantau eingegliedert           |
| Rantau                                  | Saostrowje      |                                                         |
| Gutsbezirke:                            |                 |                                                         |
| Herrenwalde                             |                 | 1893 in die Landgemeinde Loppöhnen eingegliedert        |
| Kohnkenhof                              |                 | 1893 in die Landgemeinde Preußisch Battau eingegliedert |
| Schönwalde                              |                 |                                                         |
| Wangenkrug                              | zu Pionerski    | 1928 in die Landgemeinde Neukuhren eingegliedert        |

Aufgrund der Umstrukturierungen gehörten am 1. Januar 1945 nur noch fünf Gemeinden zum Amtsbezirk Neukuhren: Battau, Loppöhnen, Neukuhren, Rantau und Schlakalken.

## Kultur und Sehenswürdigkeiten
- Historisch-Archäologisches Museum „Rantawa“ in der uliza Armeiskaja 6
- Naturdenkmal Borstenstein (Kamen Lschi)

## Wirtschaft und Infrastruktur
Bereits in den 1890er Jahren hatte Neukuhren ein Kurhaus, das zu den schönsten Gebäuden im Samland gezählt wurde. Noch heute ist Pionerski ein Badeort und der einzige Fischereihafen zwischen Baltijsk und Klaipėda. Die Elektritschka fährt zum Bahnhof Kaliningrad Sewerny und in die Nachbarorte Swetlogorsk und Selenogradsk. Die Bahnstation der Stadt heißt Pionerski Kurort.

## Kirchen
Neukuhren hatte vor 1945 keine eigene evangelische Kirche, sondern gehörte zum Kirchspiel der Pfarrkirche in Sankt Lorenz (heute russisch: Salskoje). Dieses war in den Kirchenkreis Fischhausen (Primorsk) in der Kirchenprovinz Ostpreußen der Kirche der Altpreußischen Union eingegliedert. Heute liegt Pionerski im Einzugsbereich der neu entstandenen evangelisch-lutherischen Gemeinde in Selenogradsk (Cranz), einer Filialgemeinde der Auferstehungskirche in Kaliningrad (Königsberg), zugehörig zur Propstei Kaliningrad der Evangelisch-Lutherischen Kirche Europäisches Russland.
In Neukuhren gab es vor 1945 eine römisch-katholische Kirche aus Backstein.
Seit 2013 gibt es in Pionerski eine russisch-orthodoxe Kirche, welche der Muttergottes-Ikone von Tichwin geweiht ist.

## Siehe auch

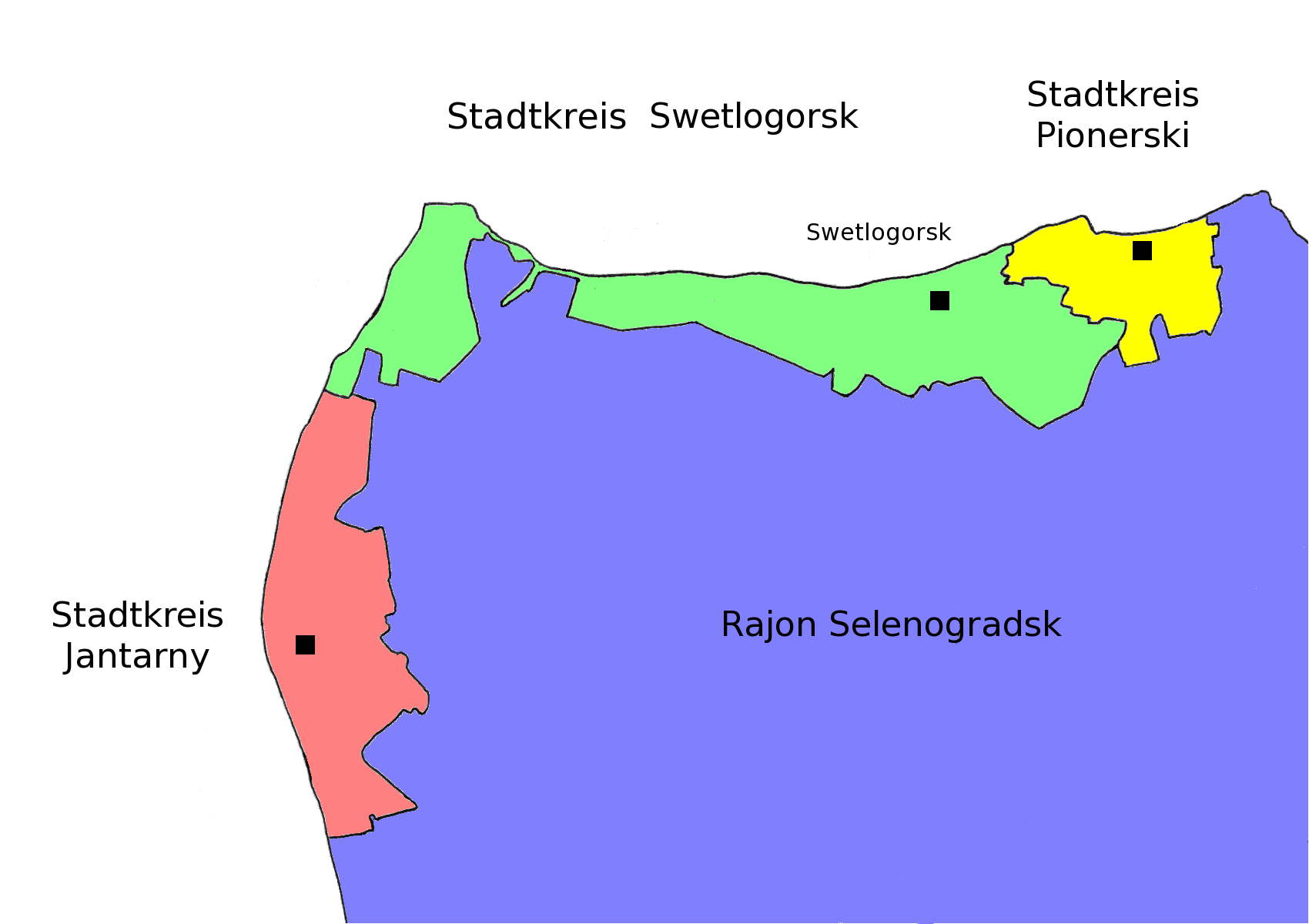
Administrativ-territoriale Einteilung des nordwestlichen Samlands
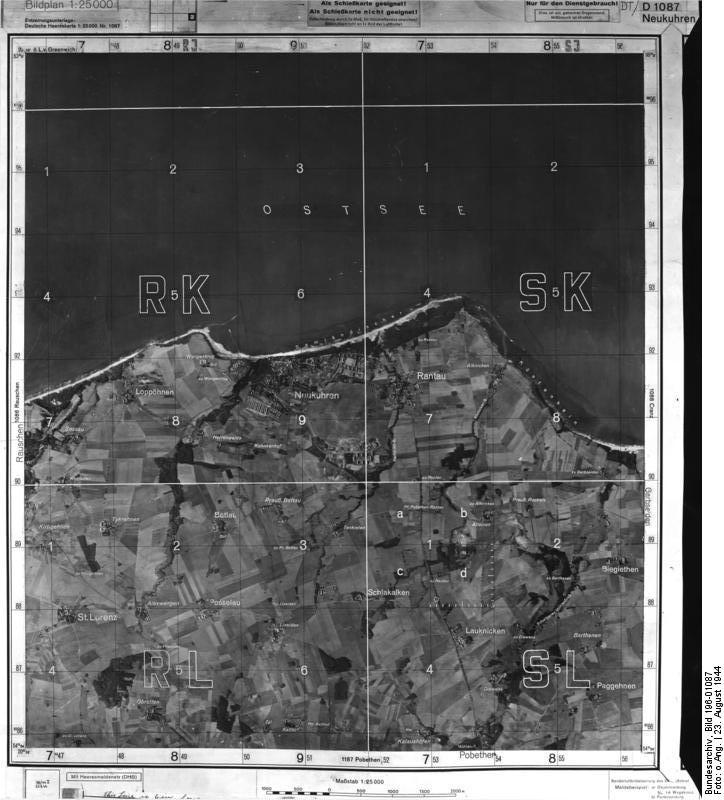
Luftbild von Neukuhren